# Ћуранов реп
Ћуранов реп (Trametes versicolor) је честа гљива из рода Trametes. Versicolor значи „вишебојна“, што је проистекло из чињенице да се ова печурка може наћи са великим разликама у боји.
Ова врста спада у најчешће светске полипоре. Расте на дрвету четинара и лишћара лети и у јесен. Сматра се изузетно лековитом гљивом.

## Особине

#### Изглед
Горња површина има концентричне области различитих боја. Месо је дебело 1-3 mm, кожасте површине. Боја је рђава или тамнобраон, некад и са црном. Обично расте у наслагама. Шешир је раван, пр. величине 8 x 5 x 0,5-1 cm (мада и ту постоји варијација, те се може рећи да је ширина шешира од 2 до 10 cm), обично троугласт или кружан, са деловима обраслим нежним длачицама (налик сомоту). Поре су округле, беличасте до светлобраон и са старошћу постају увијене. Има 2-5 пора по милиметру (мада неки аутори наводе 3-8).
- Два варијетета ћурећег репа на истом пању.
- Увећање приказује доњу страну и поре старог примерка.

#### Деловање на дрво
Ћуранов реп расте обично на мртвом дрвету, мада може да се појави и на оштећеном или болесном. У унутрашњости дебла изазива појаву познату као бело труљење. Мицелијум гљиве расте кроз дрво лучећи лаказе, ензиме који деполимеризују састојке дрвета као што су феноли и лигнин, којима се гљива храни. Када мицелијум извуче те састојке из дрвета, остаје само целулоза, која је беле боје, па отуда назив „бело труљење“.

#### Кључ за распознавање
Ћуранов реп се лако може помешати са другим врстама гљива. Па ипак, уколико се прати овај алгоритам, који је рађен према кључу, може се са извесном сигурношћу тврдити да ли је у питању ова гљива:
1. Да ли су са доње стране поре или нису? Ако нису, у питању је друга врста, можда Лажни ћуранов реп (Stereum ostrea).
2. Колико има пора по милиметру? Ако их има 1-3, у питању је нека друга врста Trametes, ако су ситне (има их 3-8), вероватно је Ћуранов реп.
3. Да ли је горња површина упадљиво сомотаста или паперјаста, или су длачице веће? Ако су веће, то је нека друга врста.
4. Ако је горња површина обојена беличасто или сивкасто, у питању је Trametes hirsuta. Ћуранов реп је живљих боја.
5. Има ли јасно раздвојене бојене шаре? Ако нема, онда је вероватно Trametes pubescens.
6. Ако је тврда и крута када је свежа то је Trametes ochracea.
7. Ако је мекана и савитљива то је Ћуранов реп.

|  | Опис гљиве у овом чланку није потпун нити је довољан за коректну и сигурну идентификацију гљиве. Непажњом врло лако се јестиве гљиве могу помешати са отровним. Уколико се поједу отровне уместо јестивих гљива, може доћи до тешких оштећења појединих органа, или до смрти оног који их је појео. Aко желите да скупљате гљиве, не препоручује се коришћење описа из овог чланка за препознавање, већ да се обавестите о изгледу и начину препознавања код неког стручњака за гљиве. |

## Употреба
Ћуранов реп се, уз остале лековите гљиве, користи у кинеској народној медицини неколико хиљада година. Сматра се да његови састојци помажу Т-лимфоцитима да обављају своју дужност, чиме се повећава отпорност (имунитет) тела чак и према најтежим болестима. Дневна доза за употребу ове печурке је 2-3 грама праха од сушене печурке три пута на дан, а у историји нису забележене штетне пропратне појаве због њене употребе. Ипак, Ћуранов реп не треба користити заједно са имуносупресивним лековима.

## Најзначајнији састојци
- β-глукан-протеини (Кориолан, ПСК): делује против тумора, вируса и уређује имунитет.
- Полисахарид-К (ПСК)
- Ергостерол (провитамин D2): помаже у борби против тумора
- Полисахаропептид (ПСП): делује против вируса

## Сродне врсте
- (нема домаћи назив)
- (нема домаћи назив)
- - Coriolus hirsutus
- - Coriolus abietinus (Trichaptum abietinum).
- - Coriolus zonatus
- - Coriolus pergamenus (Trichaptum biforme).
- Чупава поличица